# Manoir Balleroy
Le manoir Balleroy est une propriété du XVIIIe siècle, située à Biéville-Beuville dans le Calvados, construit par Nicolas-François Le Coq. À environ 200 mètres au sud de l'église de Biéville, dans la rue autrefois appelée le Chemin du Roi, s'ouvre l'entrée d'une villa, depuis longtemps inhabitée, et de la ferme qui en dépend.
Cette villa, de style Louis XIV, s'appuie sur un bâtiment plus ancien qui peut dater du règne de Louis XIII. Sa façade est précédée, vers l'est, par une vaste prairie qui dévale jusqu'au Dan. Au rez-de-chaussée, dans une des pièces de réception, se voient encore de fort jolis encadrements en pierre sculptée. Sur le mur des communs se détache la date 1758. Cette propriété appartient à la famille Bouriez depuis 1806.
L'édifice fait en partie l'objet d'une inscription au titre des Monuments historiques depuis le 27 décembre 1989.

## Libération de Biéville

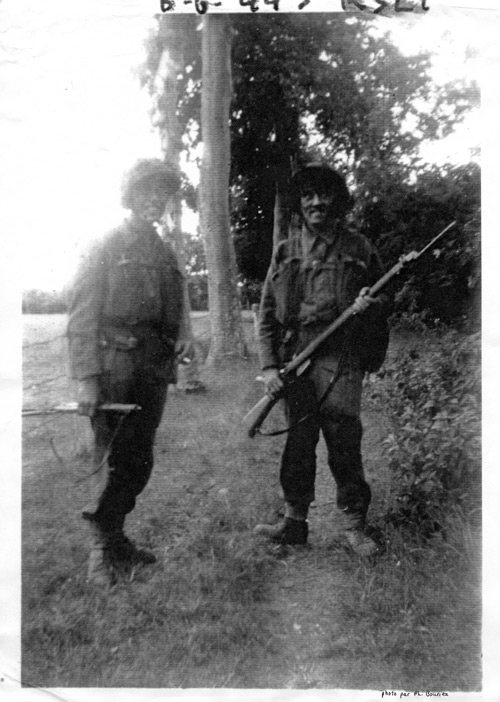
Les alliés dans le parc du manoir.

Le manoir Balleroy a été le théâtre de la libération de Biéville le 6 juin 1944 et les semaines suivantes.